# Jocoro Fútbol Club
El Jocoro Fútbol Club, también conocido simplemente como Jocoro, fue un equipo de fútbol que militaba en la Segunda División de El Salvador hasta el 24 de marzo de 2025 que se sancionó con la disolución del equipo. Tenía su sede deportiva en la ciudad de Jocoro, departamento de Morazán.

## Historia
El equipo en forma oficial fue fundado en 1991 (anteriormente existía un equipo también denominado «Jocoro» surgido en 1925 y desaparecido posteriormente); y desde entonces ha militado de forma constante en la Segunda División, llegando a disputar en tres ocasiones el juego de repechaje para el ascenso a la máxima división de El Salvador en los años 1998, 1999 y 2001. Tras un breve descenso a Tercera División, el equipo consiguió el ascenso nuevamente a Segunda tras obtener el campeonato en el torneo Clausura 2016 derrotando a UDET por 1 a 0; a partir de este retorno a la liga de plata el Jocoro conquistó de forma consecutiva los torneos Apertura 2017 y Clausura 2018, derrotando en el primero de ellos a El Roble de Ilobasco con marcador global de 4 a 3 y en el segundo superando al Brujos Mario Calvo de Izalco con marcador acumulado de 6 a 3. Este bicampeonato le permitió ascender de forma automática a la Primera División.

### Temporada 2018-2019
Como nuevo "benjamín" de la Liga Mayor el club inicio su andanza en el Apertura 2018 con una sorprendente victoria 3-2 frente a C. D. Luis Ángel Firpo como visitante, hecho inédito en equipos recién ascendido a la Primera División desde la instauración de los torneos cortos [cita requerida] , sin embargo tras al culminarse las vueltas de campeonato regular finalizaría en la 10.a posición con 23 puntos, a tres de los puestos de clasificación. Ya en el Clausura 2019 su rendimiento fue aun menor terminando último con 14 puntos (incluyéndosele una sanción de resta de 6 puntos según acuerdo emitido por la Federación Salvadoreña de Fútbol el 27 de febrero del mismo año), que si bien no determinarían el riesgo de descenso hicieron saltar las alarmas para la próxima temporada.

### Temporada 2019-2020
Para el inicio de la nueva temporada en el Apertura 2019 los "fogoneros"  apenas mejoraron su posición en la tabla con respecto a la anterior, finalizando 11.º y con el abismo de descenso a cinco puntos para el siguiente certamen, mismo que comenzaba a verse amenazante seriamente jugadas 11 fechas del Clausura 2020 mismo en donde se encontraba 2 puntos abajo del penúltimo lugar en la tabla acumulada. Sin embargo y debido al ingreso de la pandemia de COVID-19 en el país centroamericano, el torneo se suspende, y se determina dejar sin efecto el descenso para la temporada en cuestión y la siguiente, viéndose el club  librado de dicha posibilidad.

### Temporada 2020-2021
Tras una segunda temporada complicada para el equipo  se arman nuevamente para enfrentar el  Apertura 2020, donde se convirtieron en el equipo revelación, ya que en el nuevo formato finalizó líder del Grupo de la zona Oriente de la primera fase con 12 puntos, posteriormente en la segunda fase logra consolidar el 3.º puesto lo que le permitiría clasificar por primera ocasión a cuartos de final,. ya en los mismos enfrenta al C.D. Municipal Limeño, diezmado de lesiones y prácticamente con un equipo "B", sin embargo dan la campanada al derrotar con global de 2-1 (0-0 ida/ 1-2 vuelta), avanzando a las semifinales del torneo para muchos  de manera inesperada, enfrentándose en las mismas a Club Deportivo Águila, en cuyo primer partido derrotan 1-0 el cual le daba la ventaja para el partido de vuelta en el Estadio Juan .F. Barraza, sin embargo caería 2-0, resultado que les relegaría de la final del campeonato.

### Temporada 2021- 2022
Ya nuevamente con el formato tradicional, el club culmina en 8.º lugar en el torneo regular En cuartos de final enfrentaría a Alianza Fútbol Club donde en global 4-2 (0-1 ida/3-2 vuelta) queda fuera.
Para el siguiente cértamen los "fogoneros" culminaron 7° alcanzando etapa de cuartos, sin embargo no logró superar en el global a Club Deportivo Águila (1-2 ida local/0-0 visitante) lo cual dejó al margen toda opción a la siguiente etapa.

### Temporada 2022- 2023: Primera final
En el Torneo Apertura siendo un campeonato reducido en etapa regular, el equipo termina 3° en Grupo A, lo cual lo afianzan para seguir a la siguiente fase, misma donde tras superar a Asociación Deportiva Isidro Metapán 4-2 en tanda de penaltis tras global de 1-1 (1-1 visita ida/ 0-0 vuelta), sorprende a propios y extraños al repetir la hazaña en etapa semifinal al destronar a Club Deportivo Platense, donde tras un global de 4-4 (2-0 ida/4-2 vuelta local) se agencia en tiros desde punto penal 4-2 el pase a la final; En la misma enfrentan a Club Deportivo FAS cuyo marcador 2-0 en contra los deja sin posibilidad de su primer título de liga.
Tras la impresionante campaña anterior, el club afronta Clausura 2023 volviéndose al modelo tradicional de 22 jornadas, logró culminar 8°, sin embargo los incidentes ocurridos en el Estadio Cuscatlán suspendieron el mismo antes de definirse la ronda de cuartos de final, misma que disputaba ante el club "emplumado".

### Temporada 2023- 2024: nuevo «subcampeonato» y declive
Tras retomarse el fútbol en el país centroamericano, en la edición Apertura 2023 terminan 6.º en la tabla general, nuevamente en esta etapa vuelven a sorprender eliminando al favorito Club Deportivo Luis Ángel Firpo con global 2-1 (1-0 local ida/1-1 visita), y en la etapa previa a la final derrotando contundentente a Club Deportivo Dragón 6-2 (1-3 ida/4-1 local vuelta); A pesar de ello ya en la misma enfrentan a Club Deportivo Águila donde caen 3-0 en su segunda consecutiva.

#### Participación Regional: Copa Centroamericana 2023
Por agenciarse el subcampeonato del Apertura 2022, y al no existir campeón del torneo siguiente, es el club "quesero"  quien obtendría el tercer cupo como representante del país para el Torneo Centroamericano de clubes en su primera edición; el Grupo A junto a Saprissa, CS Cartaginés, Universitario y Cobán Imperial, teniendo un papel discreto finalizando último en el mismo.
Cabe destacar que por motivos de no aprobación de escenario deportivo cercano para localía dentro del territorio salvadoreño, el equipo tuvo como feudo el Estadio Olímpico Metropolitano en San Pedro Sula, Honduras; Hecho insólito que generó críticas internas en los medios deportivos nacionales

### Clausura 2024: crisis, intento de «cesión» de categoría, y descenso.
Tras esa campaña, en el siguiente cértamen Clausura 2024 terminan en 12° puesto, con apenas 9 unidades, siendo su peor rendimiento desde su etapa en Primera División; A pesar de que esto el equipo culmina 11° lugar en tabla acumulada, salvando así la categoría desde la vía deportiva. Sin embargo problemas financieros y administrativos hicieron tambalear al club para poder disputar el siguiente campeonato, por ello los directivos manejaron la opción de ceder categoría Sin embargo estas negociaciones no prosperaron, al punto que tras darse una prórroga para inscripción de equipos bajo licencia de clubes por parte de la Federación Salvadoreña de Fútbol, el equipo intenta realizar el proceso ya fuera de plazo, tras argumentar "tener solventada la ausencia de documentación necesaria"; No obstante, tras resolución final se dictaminó «no a lugar» a la petición, quedando relegado del circuito de Liga Mayor  y automáticamente descendido a Liga de Ascenso.

## Estadio
El cuadro fogonero utiliza las instalaciones del Complejo Deportivo Municipal Tierra de Fuego,, propiedad de la Alcaldía Municipal de Jocoro, el mismo posee una capacidad actual entre 1000 a 1500 personas, y que además del campo de fútbol cuenta con una pista para atletismo así como de instalaciones para béisbol y fútbol rápido. Para su uso en los juegos que realice en la Primera División deberá ser autorizado por la Federación Salvadoreña de Fútbol.

## Palmarés
| Competición nacional   | Títulos              | Subcampeonatos                |
| Primera División (0/2) |                      | Apertura 2022 y Apertura 2023 |
| Segunda División (2)   | Ap. 2017 y Cl. 2018. |                               |
| Tercera División (1)   | Cl. 2015-16          |                               |
| ---------------------- | -------------------- | ----------------------------- |